# 196
Năm 196 là một năm trong lịch Julius. 